# Der Verrückte mit dem Geigenkasten
Der Verrückte mit dem Geigenkasten (Alternativtitel: Der große Blonde mit dem roten Schuh; Originaltitel: The Man with One Red Shoe) ist eine US-amerikanische Filmkomödie von Stan Dragoti aus dem Jahr 1985. Es handelt sich um eine Neuverfilmung der französischen Komödie Der große Blonde mit dem schwarzen Schuh aus dem Jahr 1972.

## Handlung
Der stellvertretende CIA-Direktor Cooper schiebt mit Hilfe von Leuten seiner Abteilung einem CIA-Agenten in Marokko einen Kokainhandel unter, um durch diese Affäre den CIA-Leiter Ross zu stürzen und abzulösen. Doch dieser weiß um das Komplott seines Stellvertreters, lässt sich vom Senatskomitee 48 Stunden Zeit geben, um weitere Fakten zur Verhaftung in Marokko zu präsentieren und in seinem verwanztem Haus Cooper ein Gespräch mit seinem Vertrauten Brown mithören, dass ein Geheimnisträger am Flughafen eintreffen soll, der alles aufklären kann. Brown, der einen zufälligen Passagier begrüßen soll, um Cooper auf eine falsche Fährte zu bringen, entscheidet sich für den Geiger Richard Drew.
Cooper und sein Team setzen sich auf die Fährte Drews, der zunächst auch von zwei von Browns Männern beschattet wird. Aber auch die Verführung Drews durch Coopers Agentin Maddy bringt keine Geheimnisse zutage, außer dem Ergebnis, dass sich beide verlieben. Versuche Coopers, nun Drew umzubringen, bleiben erfolglos.
Maddy sagt vor dem Senat gegen den letztlich verhafteten Cooper aus, Brown löst Ross als CIA-Direktor ab und die Romanze zwischen Drew und Maddy setzt sich fort.

## Kritiken
Roger Ebert schrieb in der Chicago Sun-Times vom 16. Juli 1985, der Film sei misslungen und unwitzig. Keiner der Filmcharaktere weise einen höheren IQ auf als sein Alter.
Das Lexikon des internationalen Films urteilt: „Behäbiges, nur leidlich amüsantes Remake der französischen Erfolgskomödie "Der große Blonde mit dem schwarzen Schuh" (1972).“

## Hintergrund
Der Film wurde in Washington, D.C. gedreht. Er spielte in den Kinos der USA ca. 8,6 Millionen US-Dollar ein.